# Уберти, Бернардо дельи

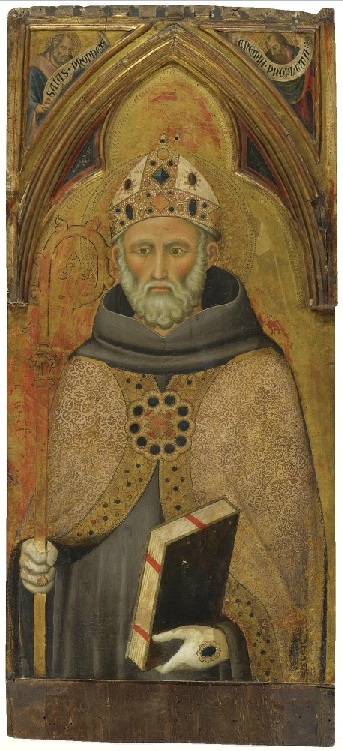
Лука Ди Томме Святой Бернард дельи Уберти

Бернардо дельи Уберти  (итал. Bernardo degli Uberti, около 1060 г., Флоренция, Италия — 4.12.1133 г., Парма, Италия) — святой Римско-Католической Церкви, епископ Пармы, папский легат, кардинал, член монашеского ордена бенедиктинцев.

## Биография
Бернардо родился около 1060 года во Флоренции в известной флорентийской семье из рода дельи Уберти. По желанию отца Бернардо стал монахом-бенедиктинцем аббатства Валломброза. Через некоторое время был избран аббатом монастыря Сан-Сальви во Флоренции. В 1097 году Римский папа Урбан II избрал Бернардо кардиналом-священником церкви Сан-Кризогоно, однако уже на консистории 1110 года этот титул получил его преемник Берардо деи Марси. С 1106 года Бернардо дельи Уберти исполнял служение епископа Пармы.  Бернардо дельи Уберти не поддержал антипапу Сильвестра IV и потому с 1104 года до 1106 года, покинув свою кафедру в Парме, находился в изгнании.
Бернардо дельи Уберти умер 4 декабря 1133 года.

## Прославление
21 ноября 1665 года Римский папа Александр VII издал декрет, в котором разрешается почитание Бернардо дельи Уберти как святого. Члены монашеского ордена валломброзиан, который является ответвлением ордена бенедиктинцев, почитают Бернардо дельи Уберти своим основателем наряду со святыми Бенедиктом Нурсийским и Иоанном Гуальбертом.
День памяти в Католической Церкви — 4 декабря.

## В искусстве
Святой Бернардо дельи Уберти был довольно популярен среди жителей Италии эпохи Возрождения. Его изображали многие художники того времени, в частности, Корреджо, Пьетро Перуджино, Андреа дель Сарто.